# Sergei Sergejewitsch Salnikow
Sergei Sergejewitsch Salnikow (russisch Сергей Сергеевич Сальников; * 13. September 1925 in Krasnodar; † 9. Mai 1984 in Moskau) war ein sowjetischer Fußballspieler.

## Werdegang
Der Stürmer spielte in der Wysschaja Liga für Spartak Moskau, Zenit Leningrad und Dynamo Moskau.
Für die UdSSR-Nationalelf erzielte Sergei Salnikow in 20 Partien zwischen 1954 und 1958 11 Tore. Mit der Sbornaja gewann er beim olympischen Fußballturnier in Melbourne 1956 die Goldmedaille, wobei Salnikow im Viertelfinale gegen Indonesien zwei Treffer erzielte. Bei der WM in Schweden gehörte er 1958 ebenfalls zum Kader der sowjetischen Nationalelf und wurde dreimal eingesetzt.
Seine Enkel sind die Tennisspieler Stefanos Tsitsipas (* 1998), Petros Tsitsipas (* 2000) und Pavlos Tsitsipas (* 2006).